# Most San Francisco–Oakland Bay
Most San Francisco–Oakland Bay (lokalno poznan kot Bay Bridge) je kompleks mostov, ki prečkajo zaliv San Francisco v Kaliforniji. Je del ceste Interstate 80 in neposredne povezave med San Franciscom in Oaklandom, ki jo dnevno uporablja okoli 240.000 vozil na dveh nivojih. To je eden najdaljših tovrstnih mostov v Združenih državah Amerike.
Cestninski most je bil zasnovan že v dobi zlate mrzlice, a se je gradnja začela šele leta 1933. Zgradila sta ga projektant Charles H. Purcell in American Bridge Company, odprt je bil 12. novembra leta 1936, šest mesecev pred mostom Golden Gate. Prvotno se je avtomobilski promet odvijal na zgornjem nivoju, tovornjaki in vlaki na nižjem, vendar so po zaprtju tranzitnih prog spodnji nivo pretvorili za cestni promet. Leta 1986 je bil most neuradno posvečen Jamesu Rolphu (kalifornijski guverner v mandatu 1931–1934).
Most ima dva dela približno enake dolžine; starejši, zahodni del, uradno znan kot most Willie L. Brown Jr. in povezuje downtown San Francisca na otok Yerba Buena in novejši, neimenovan, vzhodni most, ki povezuje otok z Oaklandom. Most Willie Brown (zahodna premostitev) je dvojni viseči most z dvema voziščnima konstrukcijama, promet proti zahodu se izvaja na zgornjem nivoju in proti vzhodu na spodnjem nivoju. Prvotno je konzolni most premoščal največji razpon prvotnega vzhodnega dela. Med potresom leta 1989 se je del vzhodnega razpona na zgornjem nivoju zrušil na spodnji nivo, most je bil en mesec zaprt. Rekonstrukcija vzhodnega dela mostu kot z nasipom povezan samo-zasidran viseči most se je začela v letu 2002. Novi most je bil odprt 2. septembra 2013, stroški so znašali nad 6,5 milijarde dolarjev. Za razliko od zahodne premostitve in prvotne vzhodne, je nov vzhodni most eno nivojski z vzhodno in zahodno stezo na vsaki strani in je tako najširši most na svetu.

## Zgodovina

### Pred gradnjo
San Francisco, ob ustju zaliva, je bil odlično postavljen in je uspeval v času zlate mrzlice (California Gold Rush). Skoraj vse blago, ki se ni proizvajajo lokalno je prispelo z ladjo. Toda po tem, ko je bila maja 1869 končana prva Transkontinentalan železnica, je bil San Francisco na napačni strani zaliva, ločen od nove železniške povezave. Strah mnogih je bil, da bo mesto izgubilo svoj položaj kot regionalno središče trgovine. Koncept mostu čez zaliv San Francisco je bil narejen tako že v času zlate mrzlice. Več člankov v časopisih v zgodnjih 1870 je pisalo o ideji. V začetku leta 1872 je "inciativa za Bay Bridge" trdo delala na načrtih za gradnjo železniškega mostu.
Vendar je bila naloga prezahtevna za tedanji inženiring in gospodarstvo, saj je bil zaliv preširok in preglobok. Leta 1921, več kot štirideset let po prvih idejah, so razmišljali o predoru, vendar je kmalu postalo jasno, da bi bil neustrezen za promet vozil.  Podpora za trans-bay prehod je končno zrasla leta 1920 z večjo priljubljenostjo in razpoložljivostjo avtomobilov. Leta 1929 je California Legislature ustanovila California Toll Bridge Authority z odgovornostjo za povezavo San Francisca in Alameda County z mostom.
Da bi bil most izvedljiv, so se odločili da traso speljejo preko otoka Yerba Buena (v 1870-tih znan kot Kozji otok), kar bi zmanjšalo material in delo, ki bi bilo potrebno. Otok Yerba Buena je bil v tistem času baza US Navy (do leta 1997). Potrebna je bila odobritev ameriškega kongresa, ki bedi nad oboroženimi silami in nadzoruje vsa pomorska in vojaška oporišča. Po veliko lobiranja, je Kalifornija 20. februarja 1931 dobila soglasje kongresa za uporabo otoka.

### Gradnja
Glavni inženir je bil Ralph Modjeski, poljski Američan. Gradnja se je začela 9. julija 1933.  Zahodni most med San Franciscom in otokom Yerba Buena je predstavljal za inženirsko stroko precejšnje zahteve. Zaliv je bil na nekaterih krajih do 30 m globok, kar je zahtevalo nove tehnike polaganja temeljev. Ideja o enem razponu dolgem 1,2 km je bila sicer zanimiva, toda imela bi preveč polnil in zmanjšala pristaniški prostor v San Franciscu, imela manj proste višine za ladijski promet ter stala več, kot končno sprejet projekt. Rešitev je bila zgraditi ogromno betonsko sidrišče na pol poti med San Franciscom in otokom in zgraditi glavno visečo konstrukcijo na vsaki strani tega centralnega sidrišča. 
Vzhodno od otoka Yerba Buena je zaliv proti Oaklandu izveden v dolžini 3,102 km kot kombinacija dvojne konzole, pet dolgih paličnih razponov in palično voziščno konstrukcijo, kar je tvorilo najdaljši most take vrste v tistem času. Konzolni del je bil najdaljši v državi in tretji najdaljši kjerkoli.
Velik del prvotne vzhodne premostitve temelji na lesenih pilotih. Zaradi zelo globokega blata na dnu zaliva ni bilo mogoče, da bi dosegli temeljna tla, čeprav so pod ravnijo blata tla precej čvrsta. Dolgi leseni piloti so izdelani iz stare rasti duglazije, ki so jih zabili skozi mehko blato do trdnejših spodnjih plasti.

### Predor Yerba Buena
Predor Yerba Buena povezuje obe polovici mostu, je 23 m širok, 18 m visok in 160 m dolg. Ima največji prečni prerez cestnih predorov na svetu.
Spomin na izginuli železniški most je ohranjen ob južni strani spodnjega predora Yerba Buena. To so pravilno razporejene "sidrne luknje" vzdolž stene, v katere so delavci lahko odskočili, če je pripeljal vlak. (Severna stran, kjer je vedno potekal samo motorni promet, nima teh lukenj.).

### Otvoritev
Most so odprli 12. november 1936 ob 12:30 uri v navzočnosti nekdanjega ameriškega predsednika  Herberta Hooverja, senatorja Williama G. McAdooja in guvernerja Kalifornije, Franka Merriama. Guverner Merriam je odprli most z rezanjem zlate verige z acetilenskim rezalnim gorilnikom. 
Skupni strošek je znašal 77.000.000 $. Pred odpiranjem je most blagoslovil kardinal Pacelli, poznejši Papež Pij XII. . Ker sta bila v bistvu dva mostova zbrana na enem mestu, sta bili zahodni premostitvi uvrščeni kot druga in tretja največja viseča mostova. Samo most George Washington je imel daljšo razpetino med pilonoma.
Kot del praznovanja je bil izdan spominski kovanec Združenih držav Amerike, ki ga je izdelala San Francisco mint. Pol dolarja spredaj prikazuje simbol Kalifornije, medveda grizlija, na hrbtni strani predstavlja sliko mostu čez zaliv. Izdano je bilo 71.424 kovancev, ki so jih prodajali na cestninskih postajah na mostu. 

### Načrt cest
Do leta 1960 je bili na zgornjem vozišču (18 m široko med robniki) trije prometni pasovi v vsako smer in omejeno samo na avtomobile. Vzhodna stran za avtocesto na spodnjen vozišču je imela tri pasove za tovornjake in avtomobile na severni strani. V 1950-tih so bili dodani semaforji za nastavitev smeri vožnje v sredini voznega pasu, vendar še vedno brez ločilnega pasu. Dve tračnici na južni polovici spodnjega vozišča so uporabljali električni primestni vlaki Southern Pacifika, Key System in Sacramento Nothern železnice. Terminal San Francisco je začel obratovati šele 15. januarja 1939. Po letu 1941 je samo še Key System uporabljal te tračnice; železniške linije na mostu so prenehale delovati aprila 1958.
Zvezni avtocesti na mostu sta bili prvotno US Highway 40 in US Highway 50. Most je bil leta 1964 določen kot Interstate 80 in obe prejšnji cesti sta bili skrajšani oziroma prekategorizirani.

### Odstranitev železnice in preureditev v cesto (1960)
Avtomobilski promet se je dramatično povečal v naslednjih desetletjih, medtem ko se je železniški zmanjšal in v oktobru 1963 so most preuredili v pet pasov za zahodni promet na zgornjem nivoju in pet pasov za vzhodni promet na spodnjem nivoju. Tovornjaki so vozili na obeh nivojih, železnica je bila odstranjena. Zaradi pomanjkanja višine za tovornjake, ki so prihajali iz zgornjega vozišča v del predora Yerba Buena, je bilo treba znižati višino zgornjega nivoja in ustrezno znižati višino spodnjega dela. 

### Nesreča letala (1968)
Na nedeljo 11. februarja 1968 se je US Navy zrakoplov za usposabljanje zaletel v konzolni razpon mostu. Umrla sta oba rezervna častnika. T2V SeaStar, ki je temeljil na NAS Los Alamitos v južni Kaliforniji, je bil na rutinski vikend misiji in je pravkar vzletel v megli iz bližnjega NAS Alameda. Letalo je udarilo v most okoli 5 m nad zgornjim voziščem in nato potonilo v zalivu, severno od mostu.  Med avtomobilisti na mostu ni bilo poškodb. Eden od delov paličnega mostu je bil zaradi poškodb zamenjan.

### Razsvetljava kablov (1986)
Serija luči, ki krasijo nosilne kable, je bila dodana leta 1986 kot del praznovanja 50.-obletnice. 

### Namestitev razsvetljave (2013)
5. marca 2013 je bila izvedena javna umetniška instalacija z naslovom The Bay Lights aktivirana na vertikalnih kablih zahodne premostitve. Namestitev je zasnoval umetnik Leo Villareal in je bila sestavljena iz 25.000 LED luči. Na ogled je bila vsak večer do leta 2015.  Da bi zmanjšali motnje, so financirali zaslon, ki je viden le oddaljenim opazovalcem. Ta osvetlitev je namenjena delu večjega projekta "Light bay".  Villareal je uporabil različne algoritme za ustvarjanje vzorcev, kot so nevihte, odsev v vodi, ptice med letom, krogi, ki se širijo in drugi. Vzorce in prehode, zaporedje in njihovo trajanje določi računalniški generator naključnih števil, tako da je vsak pogled edinstvena izkušnja. Zaradi učinkovitosti LED sistema so ocenjeni stroški obratovanja samo US $ 15,00 na noč.

## Poškodbe po potresu in kasnejša nadgradnja
V večernih urah 17. oktobra 1989 je potres Loma Prieta, ki je meril 6,9 po momentni magnitudni lestvici, povzročil porušitev 15 m dela zgornjega krova vzhodnega paličnega dela mostu na stebru E9 in padel na krov, ter posredno povzročil eno smrt. Most je bil zaprt za nekaj več kot mesec dni, da so ga popravili. Ponovno so ga odprli 18. novembra istega leta. Svetlejše vozišče nadomestnega odseka je vidno iz aeroposnetkov na vzhodnem koncu paličnega dela mostu.
(37°49′08″N 122°20′39″W / 37.8189°N 122.3442°W)

### Zahodna premostitev - naknadna vgradnja
Zahodni viseči most je bil obsežno protipotresno dodatno opremljen. Med obnovo je bilo veliko konstrukcijskega jekla, ki je podpiral most, zamenjanega, medtem ko je most ostal odprt za promet. 
Celoten most je bil izdelan s pomočjo vročih jeklenih sponk, ki jih ni mogoče pregreti in tako ostajajo relativno mehka. Na večini lokacij so bile zakovice odstranjene z izsekavanjem in nadomeščene s toplotno obdelanimi vijaki in maticami visoke trdnosti. Večina vijakov je imela zaobljene glave umeščene na strani prometa, tako da so na pogled podobne zakovicam.
Večina nosilcev je bila prvotno zgrajena iz dveh plošč I-profila združenih z rešetko ravnega traku ali kotne palice, odvisno od strukturnih zahtev. Vse te spremembe so rekonstruirali z zamenjavo elementov paličja s privito jekleno pločevino in tako pretvorili žarke paličja v polje tramov. Ta zamenjava je obsegala dodajanje prednjih plošč z velikimi diagonalnimi nosilci, ki  povezujejo lica glavnih stolpov, ki imajo sedaj boljši videz gledano iz določenih kotov.
Diagonalni tramovi so bili dodani v vsak del zgornjega in spodnjega krova zahodne premostitve. Ta dodatna togost zmanjša gibanje med potresom in zmanjša verjetnost nastanka škode na površini krova.
Ustrezno so bili sanirani tudi betonski deli mostu, vse skladno s potresnimi zahtevami.
Delno so bili vgrajeni zahodni pristopi, predvsem pa so bili ti nadomeščeni z novo konstrukcijo iz armiranega betona.

### Nadomestna vzhodna premostitev
Iz različnih razlogov, predvsem so bile rešitve obnove vzhodne premostitve predrage v  primerjavi z nadomestno gradnjo, je bila sprejeta odločitev, da se zgradi nadomestni most.
Nadomestno most je doživel vrsto sprememb načrta, tako progresivnih kot regresivnih, s povečanjem ocene stroškov in ponudbo izvajalca. Končni načrt je obsegal samosidran viseči most z enim pilonom z začetkom na otoku Yerba Buena, kar je privedlo do dolgega viadukta na Oaklandski strani.
Ločene in zaščitene steze za kolesa so vizualno izstopajoča značilnost na južni strani nove vzhodne premostitve. Kolesarji bodo hodili na rekreacijo in vozači s kolesi med Oaklandom in otokom Yerba Buena. Priključek na otoku ne bo končan, dokler se S-krivulja ne poruši, kar je bilo  načrtovano za konec leta 2014 ali 2015. Do takrat se morajo kolesarji in pešci obrniti in se vrniti v Oakland. Prvotni vzhodni konzolni most je imel protipožarno zaščito, novi je nima. 
Stara vzhodna premostitev je bila trajno zaprta za promet 28. avgusta leta 2013 ob 08:00, 24 let po potresu Loma Prieta. Novi most so za promet odprli 2. septembra 2013.
Vzhodni most – original in nadomestni
- Gradnja - stanje 2004
- Napredovanje 2011
- Nov in stari most 2013
- Končni izgled (okoli 2016)